# DM i landevejscykling 2023 – Linjeløb (herrer)
Herrernes linjeløb ved DM i landevejscykling 2023 blev afholdt søndag den 25. juni i Aalborg. Linjeløbet foregik over 211 km.
Løbet blev vundet af Mattias Skjelmose fra Trek-Segafredo. Magnus Bak Klaris (Restaurant Suri-Carl Ras) og Andreas Kron (Lotto Dstny) tog sig af de resterende podiepladser.

## Resultat
| \| Samlede stilling \| Samlede stilling \| Samlede stilling \| Samlede stilling \| Samlede stilling \| \| Rytter \| Rytter \| Hold \| Tid \| \| \| ---------------- \| ---------------------- \| ------------------------- \| ---------------- \| ---------------- \| \| 1. \| Mattias Skjelmose \| Trek-Segafredo \| 4t 44' 08" \| \| \| 2. \| Magnus Bak Klaris \| Restaurant Suri-Carl Ras \| + 56" \| \| \| 3. \| Andreas Kron \| Lotto Dstny \| + 56" \| \| \| 4. \| Anthon Charmig \| Uno-X Pro Cycling Team \| + 56" \| \| \| 5. \| Mathias Bregnhøj \| Leopard TOGT Pro Cycling \| + 56" \| \| \| 6. \| Søren Kragh Andersen \| Alpecin-Deceuninck \| + 1' 17" \| \| \| 7. \| Mathias Norsgaard \| Movistar Team \| + 1' 35" \| \| \| 8. \| Rasmus Bøgh Wallin \| Restaurant Suri-Carl Ras \| + 1' 36" \| \| \| 9. \| Frederik Muff \| ColoQuick \| + 1' 43" \| \| \| 10. \| Aksel Bech Skot-Hansen \| JS.dk \| + 1' 46" \| \| \| 11. \| Julius Johansen \| Intermarché-Circus-Wanty \| + 3' 45" \| \| \| 12. \| Gustav Wang \| Restaurant Suri-Carl Ras \| + 4' 01" \| \| \| 13. \| Kasper Andersen \| Hagens Berman Axeon \| + 4' 01" \| \| \| 14. \| Mads Pedersen \| Trek-Segafredo \| + 4' 01" \| \| \| 15. \| Niklas Larsen \| Uno-X Pro Cycling Team \| + 4' 01" \| \| \| 16. \| Simon Bak \| ColoQuick \| + 4' 01" \| \| \| 17. \| Andreas Stokbro \| Leopard TOGT Pro Cycling \| + 4' 01" \| \| \| 18. \| Jeppe Aaskov Pallesen \| HRE Mazowsze Serce Polski \| + 4' 01" \| \| \| 19. \| Tobias Kongstad \| CO:PLAY-Giant Store \| + 4' 01" \| \| \| 20. \| Mathias Larsen \| Restaurant Suri-Carl Ras \| + 4' 01" \| \| |                        |                           |            |
| |                        |                           |            |
| Kilder: ProCyclingStats Cycling Quotient |                        |                           |            |
| Samlede stilling |                        |                           |            |
| Rytter | Rytter                 | Hold                      | Tid        |
| 1. | Mattias Skjelmose      | Trek-Segafredo            | 4t 44' 08" |
| 2. | Magnus Bak Klaris      | Restaurant Suri-Carl Ras  | + 56"      |
| 3. | Andreas Kron           | Lotto Dstny               | + 56"      |
| 4. | Anthon Charmig         | Uno-X Pro Cycling Team    | + 56"      |
| 5. | Mathias Bregnhøj       | Leopard TOGT Pro Cycling  | + 56"      |
| 6. | Søren Kragh Andersen   | Alpecin-Deceuninck        | + 1' 17"   |
| 7. | Mathias Norsgaard      | Movistar Team             | + 1' 35"   |
| 8. | Rasmus Bøgh Wallin     | Restaurant Suri-Carl Ras  | + 1' 36"   |
| 9. | Frederik Muff          | ColoQuick                 | + 1' 43"   |
| 10. | Aksel Bech Skot-Hansen | JS.dk                     | + 1' 46"   |
| 11. | Julius Johansen        | Intermarché-Circus-Wanty  | + 3' 45"   |
| 12. | Gustav Wang            | Restaurant Suri-Carl Ras  | + 4' 01"   |
| 13. | Kasper Andersen        | Hagens Berman Axeon       | + 4' 01"   |
| 14. | Mads Pedersen          | Trek-Segafredo            | + 4' 01"   |
| 15. | Niklas Larsen          | Uno-X Pro Cycling Team    | + 4' 01"   |
| 16. | Simon Bak              | ColoQuick                 | + 4' 01"   |
| 17. | Andreas Stokbro        | Leopard TOGT Pro Cycling  | + 4' 01"   |
| 18. | Jeppe Aaskov Pallesen  | HRE Mazowsze Serce Polski | + 4' 01"   |
| 19. | Tobias Kongstad        | CO:PLAY-Giant Store       | + 4' 01"   |
| 20. | Mathias Larsen         | Restaurant Suri-Carl Ras  | + 4' 01"   |

## Hold og ryttere
| UCI WorldTeams (8)- Alpecin-Deceuninck - Soudal Quick-Step - Trek-Segafredo - Intermarché-Circus-Wanty - Movistar Team - Bahrain Victorious - Bora-Hansgrohe - EF Education-EasyPost UCI ProTeams (4)- Lotto Dstny - Bingoal WB - Uno-X Pro Cycling Team - Tudor Pro Cycling Team UCI Kontinentalhold (13)- EF Education-Nippo Development - BHS-PL Beton Bornholm - Restaurant Suri-Carl Ras - Leopard TOGT Pro Cycling - ColoQuick - Biesse-Carrera - Hagens Berman Axeon - HRE Mazowsze Serce Polski - Uno-X DARE Development Team - Maloja Pushbikers - Sias Rime - CIC U Nantes Atlantique - Gallina Ecotek Lucchini DCU Elite Teams (7)- CeramicSpeed Herning CK Elite - CO:PLAY-Giant Store - Give Elementer - Team Give Steel-2M Cycling Elite - IBT-Tripeak - JS.dk - Aalborg-Sparekassen Danmark Amatørcykelhold- Proton Cycling Academy Regional- og klubhold (11)- Cykling Odense - Team ABC Elite - Svendborg Cykle Club - Frederiksberg Bane- og Landevejsklub - U.C. Trevigiani Energiapura Marchiol - ARBÖ headstart On-Fahrrad - Randers Cykleklub - Frederikshøj Cycling Club - Nørrebro Cykleklub - Cycling Club Hillerød - Aalborg Mountainbikeklub |
| |

### Startliste
| Tudor Pro Cycling Team TUD | Tudor Pro Cycling Team TUD     | Tudor Pro Cycling Team TUD |
| -------------------------- | ------------------------------ | -------------------------- |
| Nr.                        | Rytter                         | Placering                  |
| 1                          | Alexander Kamp (DEN)           | 26.                        |
| 2                          | Frederik Lykke (DEN)           | DNS                        |
| 3                          | Sebastian Kolze Changizi (DEN) | 41.                        |

| Trek-Segafredo TFS | Trek-Segafredo TFS      | Trek-Segafredo TFS |
| ------------------ | ----------------------- | ------------------ |
| Nr.                | Rytter                  | Placering          |
| 4                  | Mads Pedersen (DEN)     | 14.                |
| 5                  | Mattias Skjelmose (DEN) | 1.                 |
| 6                  | Asbjørn Hellemose (DEN) | 43.                |

| Leopard TOGT Pro Cycling LTP | Leopard TOGT Pro Cycling LTP     | Leopard TOGT Pro Cycling LTP |
| ---------------------------- | -------------------------------- | ---------------------------- |
| Nr.                          | Rytter                           | Placering                    |
| 7                            | Andreas Stokbro (DEN)            | 17.                          |
| 8                            | Emil Vinjebo (DEN)               | 34.                          |
| 9                            | Kasper Viberg Søgaard (DEN)      | 53.                          |
| 10                           | Mads Østergaard Kristensen (DEN) | 25.                          |
| 11                           | Mathias Bregnhøj (DEN)           | 5.                           |
| 12                           | Oliver Knudsen (DEN)             | DNF                          |
| 13                           | Robin Juel Skivild (DEN)         | DNF                          |
| 14                           | Tobias Aagaard Hansen (DEN)      | DNF                          |

| Uno-X Pro Cycling Team UXT | Uno-X Pro Cycling Team UXT | Uno-X Pro Cycling Team UXT |
| -------------------------- | -------------------------- | -------------------------- |
| Nr.                        | Rytter                     | Placering                  |
| 15                         | Anthon Charmig (DEN)       | 4.                         |
| 16                         | Jacob Hindsgaul (DEN)      | DNF                        |
| 17                         | Lasse Norman Leth (DEN)    | 21.                        |
| 18                         | Louis Bendixen (DEN)       | 49.                        |
| 19                         | Marcus Sander Hansen (DEN) | 45.                        |
| 20                         | Niklas Larsen (DEN)        | 15.                        |
| 21                         | Niklas Eg (DEN)            | DNS                        |
| 22                         | William Blume Levy (DEN)   | 47.                        |

| Bingoal WB BWB | Bingoal WB BWB        | Bingoal WB BWB |
| -------------- | --------------------- | -------------- |
| Nr.            | Rytter                | Placering      |
| 23             | Alexander Salby (DEN) | 29.            |

| Lotto Dstny LTD | Lotto Dstny LTD    | Lotto Dstny LTD |
| --------------- | ------------------ | --------------- |
| Nr.             | Rytter             | Placering       |
| 24              | Andreas Kron (DEN) | 3.              |

| Alpecin-Deceuninck ADC | Alpecin-Deceuninck ADC     | Alpecin-Deceuninck ADC |
| ---------------------- | -------------------------- | ---------------------- |
| Nr.                    | Rytter                     | Placering              |
| 25                     | Søren Kragh Andersen (DEN) | 6.                     |

| EF Education-Nippo Development EFD | EF Education-Nippo Development EFD | EF Education-Nippo Development EFD |
| ---------------------------------- | ---------------------------------- | ---------------------------------- |
| Nr.                                | Rytter                             | Placering                          |
| 26                                 | Michael Valgren (DEN)              | DNF                                |

| Bora-Hansgrohe BOH | Bora-Hansgrohe BOH     | Bora-Hansgrohe BOH |
| ------------------ | ---------------------- | ------------------ |
| Nr.                | Rytter                 | Placering          |
| 27                 | Frederik Wandahl (DEN) | 50.                |

| Movistar Team MOV | Movistar Team MOV       | Movistar Team MOV |
| ----------------- | ----------------------- | ----------------- |
| Nr.               | Rytter                  | Placering         |
| 28                | Mathias Norsgaard (DEN) | 7.                |

| Soudal Quick-Step SOQ | Soudal Quick-Step SOQ | Soudal Quick-Step SOQ |
| --------------------- | --------------------- | --------------------- |
| Nr.                   | Rytter                | Placering             |
| 29                    | Michael Mørkøv (DEN)  | 48.                   |
| 30                    | Kasper Asgreen (DEN)  | 24.                   |
| 31                    | Casper Pedersen (DEN) | DNF                   |

| Bahrain Victorious TBV | Bahrain Victorious TBV      | Bahrain Victorious TBV |
| ---------------------- | --------------------------- | ---------------------- |
| Nr.                    | Rytter                      | Placering              |
| 32                     | Johan Price-Pejtersen (DEN) | 46.                    |

| Gallina-Ecotek-Lucchini GAL | Gallina-Ecotek-Lucchini GAL   | Gallina-Ecotek-Lucchini GAL |
| --------------------------- | ----------------------------- | --------------------------- |
| Nr.                         | Rytter                        | Placering                   |
| 33                          | Emil Schandorff Iwersen (DEN) | 39.                         |

| Hagens Berman Axeon HBA | Hagens Berman Axeon HBA | Hagens Berman Axeon HBA |
| ----------------------- | ----------------------- | ----------------------- |
| Nr.                     | Rytter                  | Placering               |
| 34                      | Kasper Andersen (DEN)   | 13.                     |

| HRE Mazowsze Serce Polski MSP | HRE Mazowsze Serce Polski MSP | HRE Mazowsze Serce Polski MSP |
| ----------------------------- | ----------------------------- | ----------------------------- |
| Nr.                           | Rytter                        | Placering                     |
| 35                            | Jeppe Aaskov Pallesen (DEN)   | 18.                           |

| Intermarché-Circus-Wanty ICW | Intermarché-Circus-Wanty ICW | Intermarché-Circus-Wanty ICW |
| ---------------------------- | ---------------------------- | ---------------------------- |
| Nr.                          | Rytter                       | Placering                    |
| 36                           | Julius Johansen (DEN)        | 11.                          |

| Maloja Pushbikers PBS | Maloja Pushbikers PBS | Maloja Pushbikers PBS |
| --------------------- | --------------------- | --------------------- |
| Nr.                   | Rytter                | Placering             |
| 37                    | Matias Malmberg (DEN) | 22.                   |

| Proton Cycling Academy ___ | Proton Cycling Academy ___ | Proton Cycling Academy ___ |
| -------------------------- | -------------------------- | -------------------------- |
| Nr.                        | Rytter                     | Placering                  |
| 38                         | Nicklas Jacobsen Nissen    | DNF                        |

| ARBÖ headstart On-Fahrrad ___ | ARBÖ headstart On-Fahrrad ___ | ARBÖ headstart On-Fahrrad ___ |
| ----------------------------- | ----------------------------- | ----------------------------- |
| Nr.                           | Rytter                        | Placering                     |
| 39                            | Emil Jørgensen                | DNS                           |

| Biesse-Carrera BIE | Biesse-Carrera BIE    | Biesse-Carrera BIE |
| ------------------ | --------------------- | ------------------ |
| Nr.                | Rytter                | Placering          |
| 40                 | Anders Foldager (DEN) | 27.                |

| CIC U Nantes Atlantique UCN | CIC U Nantes Atlantique UCN   | CIC U Nantes Atlantique UCN |
| --------------------------- | ----------------------------- | --------------------------- |
| Nr.                         | Rytter                        | Placering                   |
| 41                          | Rasmus Søjberg Pedersen (DEN) | 38.                         |

| U.C. Trevigiani Energiapura Marchiol ___ | U.C. Trevigiani Energiapura Marchiol ___ | U.C. Trevigiani Energiapura Marchiol ___ |
| ---------------------------------------- | ---------------------------------------- | ---------------------------------------- |
| Nr.                                      | Rytter                                   | Placering                                |
| 42                                       | Oliver Mortensen                         | DNF                                      |

| ColoQuick TCQ | ColoQuick TCQ                 | ColoQuick TCQ |
| ------------- | ----------------------------- | ------------- |
| Nr.           | Rytter                        | Placering     |
| 43            | Anders Vos Sørensen (DEN)     | DNF           |
| 44            | Emil Toudal (DEN)             | 61.           |
| 45            | Frederik Muff (DEN)           | 9.            |
| 46            | Frederik Bjørn Sørensen (DEN) | DNF           |
| 47            | Henrik Breiner Pedersen (DEN) | 60.           |
| 48            | Joshua Gudnitz (DEN)          | 71.           |
| 49            | Mads Andersen (DEN)           | 76.           |
| 50            | Magnus Lorents Nielsen (DEN)  | DNF           |
| 51            | Nicklas Amdi Pedersen (DEN)   | 31.           |
| 52            | Oliver Søndergaard (DEN)      | DNF           |
| 53            | Sebastian Nielsen (DEN)       | 30.           |
| 54            | Simon Bak (DEN)               | 16.           |
| 55            | Tobias Svarre (DEN)           | 28.           |
| 56            | Victor Grue Enggaard (DEN)    | DNF           |

| Uno-X DARE Development UDT | Uno-X DARE Development UDT | Uno-X DARE Development UDT |
| -------------------------- | -------------------------- | -------------------------- |
| Nr.                        | Rytter                     | Placering                  |
| 57                         | Alfred Grenaae (DEN)       | 56.                        |
| 58                         | Carl-Frederik Bévort (DEN) | 58.                        |
| 59                         | Mads Landbo (DEN)          | DNF                        |
| 60                         | Simon Dalby (DEN)          | DNS                        |

| BHS-PL Beton Bornholm BPC | BHS-PL Beton Bornholm BPC              | BHS-PL Beton Bornholm BPC |
| ------------------------- | -------------------------------------- | ------------------------- |
| Nr.                       | Rytter                                 | Placering                 |
| 61                        | Adam Holm Jørgensen (DEN)              | DNF                       |
| 62                        | Andreas Aidel Brixen (DEN)             | DNF                       |
| 63                        | Boas Lysgaard (DEN)                    | 65.                       |
| 64                        | Frederik Irgens Jensen (DEN)           | 32.                       |
| 65                        | Mads Schelde Berg (DEN)                | DNF                       |
| 66                        | Mads-Emil Dupont Hougaard (DEN)        | DNF                       |
| 67                        | Martin Toft Madsen (DEN)               | 72.                       |
| 68                        | Nicholas Thorøe-Hansen (DEN)           | DNF                       |
| 69                        | Nicklas Lilleskov Falk Rasmussen (DEN) | DNF                       |
| 70                        | Nikolaj Mengel (DEN)                   | 59.                       |
| 71                        | Oskar Winkler (DEN)                    | DNF                       |
| 72                        | Sebastian Ryttersgaard (DEN)           | 64.                       |
| 73                        | Sebastian Andreasson (DEN)             | 42.                       |

| CO:PLAY-Giant Store ___ | CO:PLAY-Giant Store ___  | CO:PLAY-Giant Store ___ |
| ----------------------- | ------------------------ | ----------------------- |
| Nr.                     | Rytter                   | Placering               |
| 74                      | Benjamin Hertz (DEN)     | DNF                     |
| 75                      | Daniel Lemvig Lond       | DNF                     |
| 76                      | Kristian Broløs Damgaard | DNF                     |
| 77                      | Magnus Machholdt         | DNF                     |
| 78                      | Mathias Matz (DEN)       | 55.                     |
| 79                      | Mikkel Øritsland (DEN)   | DNF                     |
| 80                      | Mikkel Tvergaard         | DNF                     |
| 81                      | Pelle Køster (DEN)       | 68.                     |
| 82                      | Phillip Mathiesen        | DNF                     |
| 83                      | Tobias Kongstad (DEN)    | 19.                     |

| Aalborg-Sparekassen Danmark ___ | Aalborg-Sparekassen Danmark ___ | Aalborg-Sparekassen Danmark ___ |
| ------------------------------- | ------------------------------- | ------------------------------- |
| Nr.                             | Rytter                          | Placering                       |
| 84                              | Hugo Bruun van Deurs            | DNF                             |
| 85                              | Jacob Gye Madsen                | 54.                             |
| 86                              | Johannes Rom Dahl               | DNF                             |
| 87                              | Jonas Sørensen                  | 77.                             |
| 88                              | Kevin Biehl (DEN)               | 35.                             |
| 89                              | Lukas Lund Sørensen (DEN)       | DNF                             |
| 90                              | Malte Hellerup (DEN)            | 40.                             |
| 91                              | Mikkel Kastrup                  | 63.                             |
| 92                              | Oscar Munk-Olsen                | DNF                             |
| 93                              | Thomas Koldkjær Decker          | DNF                             |

| CeramicSpeed Herning CK Elite ___ | CeramicSpeed Herning CK Elite ___ | CeramicSpeed Herning CK Elite ___ |
| --------------------------------- | --------------------------------- | --------------------------------- |
| Nr.                               | Rytter                            | Placering                         |
| 94                                | Casper Kaysen                     | DNF                               |
| 95                                | Christian Gorm Albrechtsen        | 36.                               |
| 96                                | Daniel Lyhne (DEN)                | DNF                               |
| 97                                | Gustav Lorenzen (DEN)             | 62.                               |
| 98                                | Gustav Ferdinand Lau              | DNF                               |
| 99                                | Jonas Nordal Jakobsen             | DNF                               |
| 100                               | Malthe Sand Thomsen               | DNF                               |
| 101                               | Mikkel Jørgensen                  | DNF                               |

| Cycling Club Hillerød ___ | Cycling Club Hillerød ___ | Cycling Club Hillerød ___ |
| ------------------------- | ------------------------- | ------------------------- |
| Nr.                       | Rytter                    | Placering                 |
| 102                       | Mads Lundh                | DNF                       |

| Restaurant Suri-Carl Ras GSH | Restaurant Suri-Carl Ras GSH  | Restaurant Suri-Carl Ras GSH |
| ---------------------------- | ----------------------------- | ---------------------------- |
| Nr.                          | Rytter                        | Placering                    |
| 103                          | Albert Holm (DEN)             | DNS                          |
| 104                          | Alexander Arnt Hansen (DEN)   | 73.                          |
| 105                          | Christian Lindquist (DEN)     | DNS                          |
| 106                          | Daniel Stampe (DEN)           | 33.                          |
| 107                          | Gustav Wang (DEN)             | 12.                          |
| 108                          | Gustav Frederik Dahl (DEN)    | 52.                          |
| 109                          | Jakob Egholm (DEN)            | DNF                          |
| 110                          | Kristian Egholm (DEN)         | 69.                          |
| 111                          | Magnus Bak Klaris (DEN)       | 2.                           |
| 112                          | Martin Pedersen (DEN)         | 70.                          |
| 113                          | Mathias Larsen (DEN)          | 20.                          |
| 114                          | Oscar Bluhm (DEN)             | 66.                          |
| 115                          | Rasmus Bøgh Wallin (DEN)      | 8.                           |
| 116                          | Stian Rosenlund Richter (DEN) | DNF                          |

| Give Elementer ___ | Give Elementer ___          | Give Elementer ___ |
| ------------------ | --------------------------- | ------------------ |
| Nr.                | Rytter                      | Placering          |
| 117                | Anders Bruun                | DNF                |
| 118                | Emil Tønnesen               | DNF                |
| 119                | Jacob Christian Vestergaard | DNF                |
| 120                | Jacob Degn Fryland          | DNF                |
| 121                | Jacob Schebye               | 37.                |
| 122                | Jeppe Falk-Kristensen       | DNF                |
| 123                | Mads Søgaard Mondrup        | 44.                |
| 124                | Magnus Bächler              | DNF                |
| 125                | Martin Szokody              | 51.                |
| 126                | Mathias Kirk                | DNF                |
| 127                | William Wisholm             | DNF                |

| Team Give Steel-2M Cycling Elite ___ | Team Give Steel-2M Cycling Elite ___ | Team Give Steel-2M Cycling Elite ___ |
| ------------------------------------ | ------------------------------------ | ------------------------------------ |
| Nr.                                  | Rytter                               | Placering                            |
| 128                                  | Erik Christoffersen                  | DNF                                  |
| 129                                  | Felix Fog Holst Larsen               | DNF                                  |
| 130                                  | Kasper Jul Øhlenschlæger             | DNF                                  |
| 131                                  | Lucas Pihl Gaihede                   | DNF                                  |
| 132                                  | Magnus Olavius Dehn                  | DNF                                  |
| 133                                  | Mikkel Weber Zeyn                    | DNF                                  |
| 134                                  | Oskar Rønn                           | DNF                                  |
| 135                                  | Sebastian Sigurd Nielsen             | DNF                                  |
| 136                                  | Thorolf Rønhede                      | DNS                                  |

| Svendborg Cykle Club ___ | Svendborg Cykle Club ___         | Svendborg Cykle Club ___ |
| ------------------------ | -------------------------------- | ------------------------ |
| Nr.                      | Rytter                           | Placering                |
| 137                      | Frederik Winther Hulbæk Petersen | DNF                      |

| Team Give Steel-2M Cycling Elite ___ | Team Give Steel-2M Cycling Elite ___ | Team Give Steel-2M Cycling Elite ___ |
| ------------------------------------ | ------------------------------------ | ------------------------------------ |
| Nr.                                  | Rytter                               | Placering                            |
| 138                                  | Tobias Aarup Levring                 | DNF                                  |

| IBT-Tripeak ___ | IBT-Tripeak ___      | IBT-Tripeak ___ |
| --------------- | -------------------- | --------------- |
| Nr.             | Rytter               | Placering       |
| 139             | Frederik Davidsen    | DNF             |
| 140             | Kasper Due Kaspersen | DNF             |
| 141             | Marckus Njor         | 75.             |
| 142             | Noah Borgen Morell   | 57.             |
| 143             | Peter Asbjørn Hansen | DNF             |

| JS.dk ___ | JS.dk ___                    | JS.dk ___ |
| --------- | ---------------------------- | --------- |
| Nr.       | Rytter                       | Placering |
| 144       | Aksel Bech Skot-Hansen (DEN) | 10.       |
| 145       | Jakob Bødker                 | DNF       |
| 146       | Jeppe Andreasen              | DNF       |
| 147       | Lauge Woer                   | DNF       |
| 148       | Markus Klitgaard Bugge       | DNF       |
| 149       | Morten Gadgaard (DEN)        | DNF       |
| 150       | Peter Skov Lauritzen         | DNF       |
| 151       | Ruben Zilas Larsen           | DNF       |

| SIAS Rime SIS | SIAS Rime SIS    | SIAS Rime SIS |
| ------------- | ---------------- | ------------- |
| Nr.           | Rytter           | Placering     |
| 152           | Magnus Henneberg | DNS           |

| Team ABC Elite ___ | Team ABC Elite ___      | Team ABC Elite ___ |
| ------------------ | ----------------------- | ------------------ |
| Nr.                | Rytter                  | Placering          |
| 153                | Alexander Engels Ryming | DNF                |
| 154                | Lucas Gude              | DNF                |

| Cykling Odense ___ | Cykling Odense ___  | Cykling Odense ___ |
| ------------------ | ------------------- | ------------------ |
| Nr.                | Rytter              | Placering          |
| 155                | Arne Birkemose      | DNF                |
| 156                | Ian Millennium      | 67.                |
| 157                | Karl-Erik Rosendahl | 74.                |
| 158                | Thomas Hald         | DNF                |

| intet hold ___ | intet hold ___ | intet hold ___ |
| -------------- | -------------- | -------------- |
| Nr.            | Rytter         | Placering      |
| 159            | Anders Weuge   | DNF            |

| Frederiksberg Bane- og Landevejsklub ___ | Frederiksberg Bane- og Landevejsklub ___ | Frederiksberg Bane- og Landevejsklub ___ |
| ---------------------------------------- | ---------------------------------------- | ---------------------------------------- |
| Nr.                                      | Rytter                                   | Placering                                |
| 160                                      | Frederik Marquard Nielsen                | DNF                                      |
| 161                                      | Lasse Østergaard Ahmt                    | DNF                                      |
| 162                                      | Martin Henriksen                         | DNF                                      |
| 163                                      | Rasmus Mohr                              | DNF                                      |
| 164                                      | Simon Jacob Svensson                     | DNF                                      |

| Frederikshøj Cycling Club ___ | Frederikshøj Cycling Club ___ | Frederikshøj Cycling Club ___ |
| ----------------------------- | ----------------------------- | ----------------------------- |
| Nr.                           | Rytter                        | Placering                     |
| 165                           | Kasper Kalhøj                 | DNS                           |

| Nørrebro Cykleklub ___ | Nørrebro Cykleklub ___ | Nørrebro Cykleklub ___ |
| ---------------------- | ---------------------- | ---------------------- |
| Nr.                    | Rytter                 | Placering              |
| 166                    | Carl Rosenberg         | DNF                    |

| Randers Cykleklub ___ | Randers Cykleklub ___ | Randers Cykleklub ___ |
| --------------------- | --------------------- | --------------------- |
| Nr.                   | Rytter                | Placering             |
| 167                   | Martin Asvig Pedersen | DNF                   |

| Aalborg Mountainbikeklub ___ | Aalborg Mountainbikeklub ___ | Aalborg Mountainbikeklub ___ |
| ---------------------------- | ---------------------------- | ---------------------------- |
| Nr.                          | Rytter                       | Placering                    |
| 168                          | Christian Kornum             | DNF                          |

| EF Education-EasyPost EFE | EF Education-EasyPost EFE | EF Education-EasyPost EFE |
| ------------------------- | ------------------------- | ------------------------- |
| Nr.                       | Rytter                    | Placering                 |
| 169                       | Mikkel Honoré (DEN)       | 23.                       |

| Tudor Pro Cycling Team TUD | Tudor Pro Cycling Team TUD     | Tudor Pro Cycling Team TUD |
| -------------------------- | ------------------------------ | -------------------------- |
| Nr.                        | Rytter                         | Placering                  |
| 1                          | Alexander Kamp (DEN)           | 26.                        |
| 2                          | Frederik Lykke (DEN)           | DNS                        |
| 3                          | Sebastian Kolze Changizi (DEN) | 41.                        |

| Trek-Segafredo TFS | Trek-Segafredo TFS      | Trek-Segafredo TFS |
| ------------------ | ----------------------- | ------------------ |
| Nr.                | Rytter                  | Placering          |
| 4                  | Mads Pedersen (DEN)     | 14.                |
| 5                  | Mattias Skjelmose (DEN) | 1.                 |
| 6                  | Asbjørn Hellemose (DEN) | 43.                |

| Leopard TOGT Pro Cycling LTP | Leopard TOGT Pro Cycling LTP     | Leopard TOGT Pro Cycling LTP |
| ---------------------------- | -------------------------------- | ---------------------------- |
| Nr.                          | Rytter                           | Placering                    |
| 7                            | Andreas Stokbro (DEN)            | 17.                          |
| 8                            | Emil Vinjebo (DEN)               | 34.                          |
| 9                            | Kasper Viberg Søgaard (DEN)      | 53.                          |
| 10                           | Mads Østergaard Kristensen (DEN) | 25.                          |
| 11                           | Mathias Bregnhøj (DEN)           | 5.                           |
| 12                           | Oliver Knudsen (DEN)             | DNF                          |
| 13                           | Robin Juel Skivild (DEN)         | DNF                          |
| 14                           | Tobias Aagaard Hansen (DEN)      | DNF                          |

| Uno-X Pro Cycling Team UXT | Uno-X Pro Cycling Team UXT | Uno-X Pro Cycling Team UXT |
| -------------------------- | -------------------------- | -------------------------- |
| Nr.                        | Rytter                     | Placering                  |
| 15                         | Anthon Charmig (DEN)       | 4.                         |
| 16                         | Jacob Hindsgaul (DEN)      | DNF                        |
| 17                         | Lasse Norman Leth (DEN)    | 21.                        |
| 18                         | Louis Bendixen (DEN)       | 49.                        |
| 19                         | Marcus Sander Hansen (DEN) | 45.                        |
| 20                         | Niklas Larsen (DEN)        | 15.                        |
| 21                         | Niklas Eg (DEN)            | DNS                        |
| 22                         | William Blume Levy (DEN)   | 47.                        |

| Bingoal WB BWB | Bingoal WB BWB        | Bingoal WB BWB |
| -------------- | --------------------- | -------------- |
| Nr.            | Rytter                | Placering      |
| 23             | Alexander Salby (DEN) | 29.            |

| Lotto Dstny LTD | Lotto Dstny LTD    | Lotto Dstny LTD |
| --------------- | ------------------ | --------------- |
| Nr.             | Rytter             | Placering       |
| 24              | Andreas Kron (DEN) | 3.              |

| Alpecin-Deceuninck ADC | Alpecin-Deceuninck ADC     | Alpecin-Deceuninck ADC |
| ---------------------- | -------------------------- | ---------------------- |
| Nr.                    | Rytter                     | Placering              |
| 25                     | Søren Kragh Andersen (DEN) | 6.                     |

| EF Education-Nippo Development EFD | EF Education-Nippo Development EFD | EF Education-Nippo Development EFD |
| ---------------------------------- | ---------------------------------- | ---------------------------------- |
| Nr.                                | Rytter                             | Placering                          |
| 26                                 | Michael Valgren (DEN)              | DNF                                |

| Bora-Hansgrohe BOH | Bora-Hansgrohe BOH     | Bora-Hansgrohe BOH |
| ------------------ | ---------------------- | ------------------ |
| Nr.                | Rytter                 | Placering          |
| 27                 | Frederik Wandahl (DEN) | 50.                |

| Movistar Team MOV | Movistar Team MOV       | Movistar Team MOV |
| ----------------- | ----------------------- | ----------------- |
| Nr.               | Rytter                  | Placering         |
| 28                | Mathias Norsgaard (DEN) | 7.                |

| Soudal Quick-Step SOQ | Soudal Quick-Step SOQ | Soudal Quick-Step SOQ |
| --------------------- | --------------------- | --------------------- |
| Nr.                   | Rytter                | Placering             |
| 29                    | Michael Mørkøv (DEN)  | 48.                   |
| 30                    | Kasper Asgreen (DEN)  | 24.                   |
| 31                    | Casper Pedersen (DEN) | DNF                   |

| Bahrain Victorious TBV | Bahrain Victorious TBV      | Bahrain Victorious TBV |
| ---------------------- | --------------------------- | ---------------------- |
| Nr.                    | Rytter                      | Placering              |
| 32                     | Johan Price-Pejtersen (DEN) | 46.                    |

| Gallina-Ecotek-Lucchini GAL | Gallina-Ecotek-Lucchini GAL   | Gallina-Ecotek-Lucchini GAL |
| --------------------------- | ----------------------------- | --------------------------- |
| Nr.                         | Rytter                        | Placering                   |
| 33                          | Emil Schandorff Iwersen (DEN) | 39.                         |

| Hagens Berman Axeon HBA | Hagens Berman Axeon HBA | Hagens Berman Axeon HBA |
| ----------------------- | ----------------------- | ----------------------- |
| Nr.                     | Rytter                  | Placering               |
| 34                      | Kasper Andersen (DEN)   | 13.                     |

| HRE Mazowsze Serce Polski MSP | HRE Mazowsze Serce Polski MSP | HRE Mazowsze Serce Polski MSP |
| ----------------------------- | ----------------------------- | ----------------------------- |
| Nr.                           | Rytter                        | Placering                     |
| 35                            | Jeppe Aaskov Pallesen (DEN)   | 18.                           |

| Intermarché-Circus-Wanty ICW | Intermarché-Circus-Wanty ICW | Intermarché-Circus-Wanty ICW |
| ---------------------------- | ---------------------------- | ---------------------------- |
| Nr.                          | Rytter                       | Placering                    |
| 36                           | Julius Johansen (DEN)        | 11.                          |

| Maloja Pushbikers PBS | Maloja Pushbikers PBS | Maloja Pushbikers PBS |
| --------------------- | --------------------- | --------------------- |
| Nr.                   | Rytter                | Placering             |
| 37                    | Matias Malmberg (DEN) | 22.                   |

| Proton Cycling Academy ___ | Proton Cycling Academy ___ | Proton Cycling Academy ___ |
| -------------------------- | -------------------------- | -------------------------- |
| Nr.                        | Rytter                     | Placering                  |
| 38                         | Nicklas Jacobsen Nissen    | DNF                        |

| ARBÖ headstart On-Fahrrad ___ | ARBÖ headstart On-Fahrrad ___ | ARBÖ headstart On-Fahrrad ___ |
| ----------------------------- | ----------------------------- | ----------------------------- |
| Nr.                           | Rytter                        | Placering                     |
| 39                            | Emil Jørgensen                | DNS                           |

| Biesse-Carrera BIE | Biesse-Carrera BIE    | Biesse-Carrera BIE |
| ------------------ | --------------------- | ------------------ |
| Nr.                | Rytter                | Placering          |
| 40                 | Anders Foldager (DEN) | 27.                |

| CIC U Nantes Atlantique UCN | CIC U Nantes Atlantique UCN   | CIC U Nantes Atlantique UCN |
| --------------------------- | ----------------------------- | --------------------------- |
| Nr.                         | Rytter                        | Placering                   |
| 41                          | Rasmus Søjberg Pedersen (DEN) | 38.                         |

| U.C. Trevigiani Energiapura Marchiol ___ | U.C. Trevigiani Energiapura Marchiol ___ | U.C. Trevigiani Energiapura Marchiol ___ |
| ---------------------------------------- | ---------------------------------------- | ---------------------------------------- |
| Nr.                                      | Rytter                                   | Placering                                |
| 42                                       | Oliver Mortensen                         | DNF                                      |

| ColoQuick TCQ | ColoQuick TCQ                 | ColoQuick TCQ |
| ------------- | ----------------------------- | ------------- |
| Nr.           | Rytter                        | Placering     |
| 43            | Anders Vos Sørensen (DEN)     | DNF           |
| 44            | Emil Toudal (DEN)             | 61.           |
| 45            | Frederik Muff (DEN)           | 9.            |
| 46            | Frederik Bjørn Sørensen (DEN) | DNF           |
| 47            | Henrik Breiner Pedersen (DEN) | 60.           |
| 48            | Joshua Gudnitz (DEN)          | 71.           |
| 49            | Mads Andersen (DEN)           | 76.           |
| 50            | Magnus Lorents Nielsen (DEN)  | DNF           |
| 51            | Nicklas Amdi Pedersen (DEN)   | 31.           |
| 52            | Oliver Søndergaard (DEN)      | DNF           |
| 53            | Sebastian Nielsen (DEN)       | 30.           |
| 54            | Simon Bak (DEN)               | 16.           |
| 55            | Tobias Svarre (DEN)           | 28.           |
| 56            | Victor Grue Enggaard (DEN)    | DNF           |

| Uno-X DARE Development UDT | Uno-X DARE Development UDT | Uno-X DARE Development UDT |
| -------------------------- | -------------------------- | -------------------------- |
| Nr.                        | Rytter                     | Placering                  |
| 57                         | Alfred Grenaae (DEN)       | 56.                        |
| 58                         | Carl-Frederik Bévort (DEN) | 58.                        |
| 59                         | Mads Landbo (DEN)          | DNF                        |
| 60                         | Simon Dalby (DEN)          | DNS                        |

| BHS-PL Beton Bornholm BPC | BHS-PL Beton Bornholm BPC              | BHS-PL Beton Bornholm BPC |
| ------------------------- | -------------------------------------- | ------------------------- |
| Nr.                       | Rytter                                 | Placering                 |
| 61                        | Adam Holm Jørgensen (DEN)              | DNF                       |
| 62                        | Andreas Aidel Brixen (DEN)             | DNF                       |
| 63                        | Boas Lysgaard (DEN)                    | 65.                       |
| 64                        | Frederik Irgens Jensen (DEN)           | 32.                       |
| 65                        | Mads Schelde Berg (DEN)                | DNF                       |
| 66                        | Mads-Emil Dupont Hougaard (DEN)        | DNF                       |
| 67                        | Martin Toft Madsen (DEN)               | 72.                       |
| 68                        | Nicholas Thorøe-Hansen (DEN)           | DNF                       |
| 69                        | Nicklas Lilleskov Falk Rasmussen (DEN) | DNF                       |
| 70                        | Nikolaj Mengel (DEN)                   | 59.                       |
| 71                        | Oskar Winkler (DEN)                    | DNF                       |
| 72                        | Sebastian Ryttersgaard (DEN)           | 64.                       |
| 73                        | Sebastian Andreasson (DEN)             | 42.                       |

| CO:PLAY-Giant Store ___ | CO:PLAY-Giant Store ___  | CO:PLAY-Giant Store ___ |
| ----------------------- | ------------------------ | ----------------------- |
| Nr.                     | Rytter                   | Placering               |
| 74                      | Benjamin Hertz (DEN)     | DNF                     |
| 75                      | Daniel Lemvig Lond       | DNF                     |
| 76                      | Kristian Broløs Damgaard | DNF                     |
| 77                      | Magnus Machholdt         | DNF                     |
| 78                      | Mathias Matz (DEN)       | 55.                     |
| 79                      | Mikkel Øritsland (DEN)   | DNF                     |
| 80                      | Mikkel Tvergaard         | DNF                     |
| 81                      | Pelle Køster (DEN)       | 68.                     |
| 82                      | Phillip Mathiesen        | DNF                     |
| 83                      | Tobias Kongstad (DEN)    | 19.                     |

| Aalborg-Sparekassen Danmark ___ | Aalborg-Sparekassen Danmark ___ | Aalborg-Sparekassen Danmark ___ |
| ------------------------------- | ------------------------------- | ------------------------------- |
| Nr.                             | Rytter                          | Placering                       |
| 84                              | Hugo Bruun van Deurs            | DNF                             |
| 85                              | Jacob Gye Madsen                | 54.                             |
| 86                              | Johannes Rom Dahl               | DNF                             |
| 87                              | Jonas Sørensen                  | 77.                             |
| 88                              | Kevin Biehl (DEN)               | 35.                             |
| 89                              | Lukas Lund Sørensen (DEN)       | DNF                             |
| 90                              | Malte Hellerup (DEN)            | 40.                             |
| 91                              | Mikkel Kastrup                  | 63.                             |
| 92                              | Oscar Munk-Olsen                | DNF                             |
| 93                              | Thomas Koldkjær Decker          | DNF                             |

| CeramicSpeed Herning CK Elite ___ | CeramicSpeed Herning CK Elite ___ | CeramicSpeed Herning CK Elite ___ |
| --------------------------------- | --------------------------------- | --------------------------------- |
| Nr.                               | Rytter                            | Placering                         |
| 94                                | Casper Kaysen                     | DNF                               |
| 95                                | Christian Gorm Albrechtsen        | 36.                               |
| 96                                | Daniel Lyhne (DEN)                | DNF                               |
| 97                                | Gustav Lorenzen (DEN)             | 62.                               |
| 98                                | Gustav Ferdinand Lau              | DNF                               |
| 99                                | Jonas Nordal Jakobsen             | DNF                               |
| 100                               | Malthe Sand Thomsen               | DNF                               |
| 101                               | Mikkel Jørgensen                  | DNF                               |

| Cycling Club Hillerød ___ | Cycling Club Hillerød ___ | Cycling Club Hillerød ___ |
| ------------------------- | ------------------------- | ------------------------- |
| Nr.                       | Rytter                    | Placering                 |
| 102                       | Mads Lundh                | DNF                       |

| Restaurant Suri-Carl Ras GSH | Restaurant Suri-Carl Ras GSH  | Restaurant Suri-Carl Ras GSH |
| ---------------------------- | ----------------------------- | ---------------------------- |
| Nr.                          | Rytter                        | Placering                    |
| 103                          | Albert Holm (DEN)             | DNS                          |
| 104                          | Alexander Arnt Hansen (DEN)   | 73.                          |
| 105                          | Christian Lindquist (DEN)     | DNS                          |
| 106                          | Daniel Stampe (DEN)           | 33.                          |
| 107                          | Gustav Wang (DEN)             | 12.                          |
| 108                          | Gustav Frederik Dahl (DEN)    | 52.                          |
| 109                          | Jakob Egholm (DEN)            | DNF                          |
| 110                          | Kristian Egholm (DEN)         | 69.                          |
| 111                          | Magnus Bak Klaris (DEN)       | 2.                           |
| 112                          | Martin Pedersen (DEN)         | 70.                          |
| 113                          | Mathias Larsen (DEN)          | 20.                          |
| 114                          | Oscar Bluhm (DEN)             | 66.                          |
| 115                          | Rasmus Bøgh Wallin (DEN)      | 8.                           |
| 116                          | Stian Rosenlund Richter (DEN) | DNF                          |

| Give Elementer ___ | Give Elementer ___          | Give Elementer ___ |
| ------------------ | --------------------------- | ------------------ |
| Nr.                | Rytter                      | Placering          |
| 117                | Anders Bruun                | DNF                |
| 118                | Emil Tønnesen               | DNF                |
| 119                | Jacob Christian Vestergaard | DNF                |
| 120                | Jacob Degn Fryland          | DNF                |
| 121                | Jacob Schebye               | 37.                |
| 122                | Jeppe Falk-Kristensen       | DNF                |
| 123                | Mads Søgaard Mondrup        | 44.                |
| 124                | Magnus Bächler              | DNF                |
| 125                | Martin Szokody              | 51.                |
| 126                | Mathias Kirk                | DNF                |
| 127                | William Wisholm             | DNF                |

| Team Give Steel-2M Cycling Elite ___ | Team Give Steel-2M Cycling Elite ___ | Team Give Steel-2M Cycling Elite ___ |
| ------------------------------------ | ------------------------------------ | ------------------------------------ |
| Nr.                                  | Rytter                               | Placering                            |
| 128                                  | Erik Christoffersen                  | DNF                                  |
| 129                                  | Felix Fog Holst Larsen               | DNF                                  |
| 130                                  | Kasper Jul Øhlenschlæger             | DNF                                  |
| 131                                  | Lucas Pihl Gaihede                   | DNF                                  |
| 132                                  | Magnus Olavius Dehn                  | DNF                                  |
| 133                                  | Mikkel Weber Zeyn                    | DNF                                  |
| 134                                  | Oskar Rønn                           | DNF                                  |
| 135                                  | Sebastian Sigurd Nielsen             | DNF                                  |
| 136                                  | Thorolf Rønhede                      | DNS                                  |

| Svendborg Cykle Club ___ | Svendborg Cykle Club ___         | Svendborg Cykle Club ___ |
| ------------------------ | -------------------------------- | ------------------------ |
| Nr.                      | Rytter                           | Placering                |
| 137                      | Frederik Winther Hulbæk Petersen | DNF                      |

| Team Give Steel-2M Cycling Elite ___ | Team Give Steel-2M Cycling Elite ___ | Team Give Steel-2M Cycling Elite ___ |
| ------------------------------------ | ------------------------------------ | ------------------------------------ |
| Nr.                                  | Rytter                               | Placering                            |
| 138                                  | Tobias Aarup Levring                 | DNF                                  |

| IBT-Tripeak ___ | IBT-Tripeak ___      | IBT-Tripeak ___ |
| --------------- | -------------------- | --------------- |
| Nr.             | Rytter               | Placering       |
| 139             | Frederik Davidsen    | DNF             |
| 140             | Kasper Due Kaspersen | DNF             |
| 141             | Marckus Njor         | 75.             |
| 142             | Noah Borgen Morell   | 57.             |
| 143             | Peter Asbjørn Hansen | DNF             |

| JS.dk ___ | JS.dk ___                    | JS.dk ___ |
| --------- | ---------------------------- | --------- |
| Nr.       | Rytter                       | Placering |
| 144       | Aksel Bech Skot-Hansen (DEN) | 10.       |
| 145       | Jakob Bødker                 | DNF       |
| 146       | Jeppe Andreasen              | DNF       |
| 147       | Lauge Woer                   | DNF       |
| 148       | Markus Klitgaard Bugge       | DNF       |
| 149       | Morten Gadgaard (DEN)        | DNF       |
| 150       | Peter Skov Lauritzen         | DNF       |
| 151       | Ruben Zilas Larsen           | DNF       |

| SIAS Rime SIS | SIAS Rime SIS    | SIAS Rime SIS |
| ------------- | ---------------- | ------------- |
| Nr.           | Rytter           | Placering     |
| 152           | Magnus Henneberg | DNS           |

| Team ABC Elite ___ | Team ABC Elite ___      | Team ABC Elite ___ |
| ------------------ | ----------------------- | ------------------ |
| Nr.                | Rytter                  | Placering          |
| 153                | Alexander Engels Ryming | DNF                |
| 154                | Lucas Gude              | DNF                |

| Cykling Odense ___ | Cykling Odense ___  | Cykling Odense ___ |
| ------------------ | ------------------- | ------------------ |
| Nr.                | Rytter              | Placering          |
| 155                | Arne Birkemose      | DNF                |
| 156                | Ian Millennium      | 67.                |
| 157                | Karl-Erik Rosendahl | 74.                |
| 158                | Thomas Hald         | DNF                |

| intet hold ___ | intet hold ___ | intet hold ___ |
| -------------- | -------------- | -------------- |
| Nr.            | Rytter         | Placering      |
| 159            | Anders Weuge   | DNF            |

| Frederiksberg Bane- og Landevejsklub ___ | Frederiksberg Bane- og Landevejsklub ___ | Frederiksberg Bane- og Landevejsklub ___ |
| ---------------------------------------- | ---------------------------------------- | ---------------------------------------- |
| Nr.                                      | Rytter                                   | Placering                                |
| 160                                      | Frederik Marquard Nielsen                | DNF                                      |
| 161                                      | Lasse Østergaard Ahmt                    | DNF                                      |
| 162                                      | Martin Henriksen                         | DNF                                      |
| 163                                      | Rasmus Mohr                              | DNF                                      |
| 164                                      | Simon Jacob Svensson                     | DNF                                      |

| Frederikshøj Cycling Club ___ | Frederikshøj Cycling Club ___ | Frederikshøj Cycling Club ___ |
| ----------------------------- | ----------------------------- | ----------------------------- |
| Nr.                           | Rytter                        | Placering                     |
| 165                           | Kasper Kalhøj                 | DNS                           |

| Nørrebro Cykleklub ___ | Nørrebro Cykleklub ___ | Nørrebro Cykleklub ___ |
| ---------------------- | ---------------------- | ---------------------- |
| Nr.                    | Rytter                 | Placering              |
| 166                    | Carl Rosenberg         | DNF                    |

| Randers Cykleklub ___ | Randers Cykleklub ___ | Randers Cykleklub ___ |
| --------------------- | --------------------- | --------------------- |
| Nr.                   | Rytter                | Placering             |
| 167                   | Martin Asvig Pedersen | DNF                   |

| Aalborg Mountainbikeklub ___ | Aalborg Mountainbikeklub ___ | Aalborg Mountainbikeklub ___ |
| ---------------------------- | ---------------------------- | ---------------------------- |
| Nr.                          | Rytter                       | Placering                    |
| 168                          | Christian Kornum             | DNF                          |

| EF Education-EasyPost EFE | EF Education-EasyPost EFE | EF Education-EasyPost EFE |
| ------------------------- | ------------------------- | ------------------------- |
| Nr.                       | Rytter                    | Placering                 |
| 169                       | Mikkel Honoré (DEN)       | 23.                       |